# صنایع آذرآب
صنایع آذرآب، شرکت هلدینگ ایرانی است، که در زمینۀ طراحی، توسعهٔ فناوری، مهندسی و ساخت پالایشگاه‌های گاز، پالایشگاه‌های نفت، مجتمع‌های پتروشیمی، سدها، کارخانجات سیمان، کارخانجات فولاد، نیروگاه‌های برق‌آبی، نیروگاه‌های گازی، نیروگاه‌های حرارتی، نیروگاه‌های سیکل‌ترکیبی، نیروگاه‌های هسته‌ای و تجهیزات و ماشین‌آلات مربوط به آنان فعالیت می‌کند. همچنین این ابرشرکت در زمینۀ طراحی، توسعهٔ فناوری، مهندسی و ساخت کارخانجات قند، کارخانجات نیشکر، کارخانجات شیمیایی، کارخانجات لاستیک‌سازی، کارخانجات داروسازی و تجهیزات و ماشین‌آلات آنان نیز تخصص دارد.

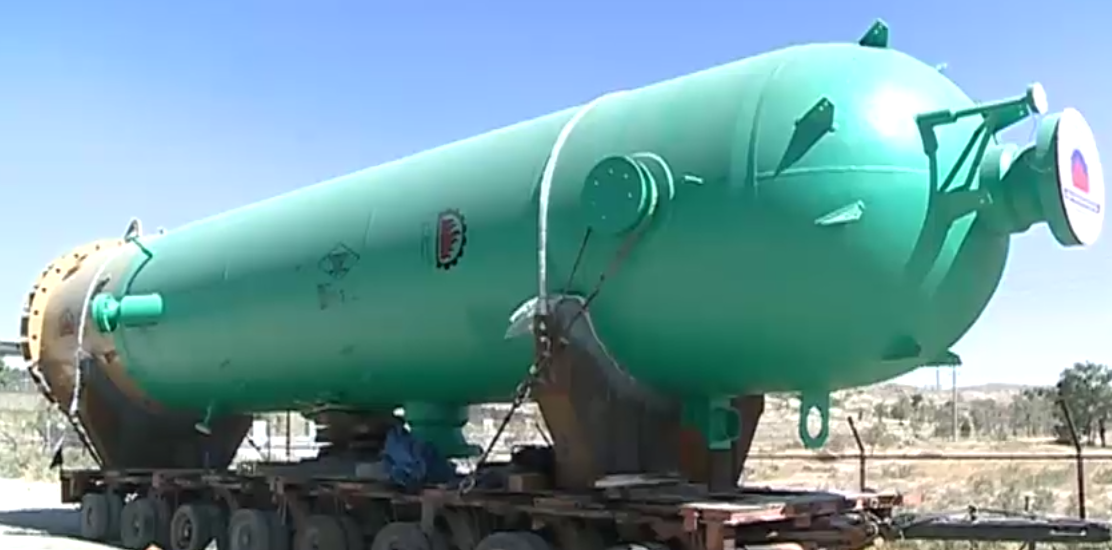
یکی از چهار راکتور گازِ فرایند شیرین‌سازی پالایشگاه گاز هویزه (جفیر) که در تبدیل گازترش چاه‌های نفت به گاز طبیعی به‌کار گرفته می‌شوند. کار طراحی و ساخت این چهار راکتور توسط صنایع آذرآب انجام گرفت.

## پیشینه
صنایع آذرآب در کنار ماشین‌سازی اراک قرار گرفته و نخست قصد از احداث آذرآب طرح‌توسعه ماشین‌سازی اراک بوده، به‌گونه‌ای که در سال ۱۳۵۸ به‌منظور توسعه ماشین‌سازی اراک و بهره‌برداری از تجهیزات موردنیاز در خصوص تولید بویلرهای نیروگاهی، پالایشگاهی، پتروشیمی و صنعتی، کارگاه‌های جدیدی به ماشین‌سازی اضافه گردید که بنابر تصمیمات سازمان گسترش و نوسازی صنایع ایران شرکت صنایع آذرآب به‌شکل شرکتی جدا متولد و کارگاه‌های طرح‌توسعه ماشین‌سازی اراک به مدیریت آذرآب منتقل شد. از سال ۱۳۶۳ با انتقال فناوری از شرکت آی‌اچ‌آی ژاپن در زمینه طراحی و مهندسی، ساخت، نصب و راه‌اندازی بویلرها با سیستم‌های مختلف و ‌سوخت گاز، گازوئیل و مازوت، صنایع آذرآب فعالیت خود را آغاز کرد. در سال ۱۳۶۶ نیز انتقال فناوری از شرکت JSW ژاپن در زمینه طراحی و ساخت انواع تجهیزات همچون برج‌ها، راکتورها، مخازن تحت‌فشار، ایرکولرها، برج‌های خنک‌کننده،  مخازن ذخیره و مبدل‌های حرارتی با ضخامت‌های مختلف از جنس فولادهای کربنی، فولادهای آلیاژی و فولادهای استینلس استیل انجام شد. در سال‌های بعد، دانش فنی به‌صورت زیر به شرکت انتقال یافت:
- انتقال فناوری طراحی و ساخت پیش‌گرم‌کن‌های هوا از شرکت Gadelius ژاپن
- انتقال فناوری طراحی و ساخت بویلرهای سیکل‌ترکیبی و بازیافت حرارت از شرکت فاستر-ویلر اسپانیا
- انتقال فناوری طراحی و ساخت شیرهای پروانه‌ای از شرکت LMZ روسیه
- انتقال فناوری طراحی و ساخت هیترهای نیروگاهی و صنعتی از گروه آب‌ب (شعبه ایتالیا)
- انتقال فناوری طراحی و ساخت توربین‌های آبی از نوع فرانسیس از شرکت آلستوم فرانسه، شرکت هاربین الکتریک چین و شرکت فویت آلمان (شعبه اتریش)

- انتقال فناوری طراحی و احداث کارخانجات سیمان و طراحی و ساخت تجهیزات، بویلرها و ماشین‌آلات صنایع سیمان، صنایع قندوشکر و سیستم‌های آنان از شرکت‌های لوشه آلمان، F.L.Smidth دانمارک،[۶] کروپ آلمان و بابکوک آلمان

در دولت‌های پسین، به‌دلیل دولتی‌بودن هردو شرکت آذرآب و ماشین‌سازی اراک، ضرورتی برای ادغام آنان احساس نشد. اما در دوران دولت دهم در سال ۱۳۸۹، با بی‌درایتی این دو شرکت به‌صورت مجزا به بخش خصوصی واگذار گردیدند. پس از واگذاری نیز بحث ادغام دو شرکت و سهام آنان، به‌دلیل مخالفت مدیران این دو بنگاه تولیدی، که خود ناشی از بیم کاهش‌یافتن شمار کرسی‌های هیئت‌مدیرۀ این دو شرکت به نیمی از میزان کنونی و بالطبع نصف‌شدن مدیران شاغل در هیئت‌مدیرۀ شرکت حاصل از ادغام می‌باشد، تاکنون مطرح نگردیده‌است.

## فعالیت‌ها و تولیدات
هم‌اکنون آذرآب به‌عنوان یکی از بزرگ‌ترین شرکت‌های پیمانکاری عمومی در ایران شناخته می‌شود. نیروهای متخصص این شرکت در دهه ۱۳۶۰ در شرکت آی‌اچ‌آی ژاپن آموزش دیده‌اند. از پروژه‌های شاخص که توسط صنایع آذرآب طراحی و ساخته شده‌اند می‌توان به موارد زیر اشاره کرد:

### نیروگاه‌های حرارتی، گازی و سیکل‌ترکیبی
توسعه نیروگاه بیستون کرمانشاه؛ طراحی و ساخت بویلرها و تجهیزات نیروگاه سیکل‌ترکیبی قم؛ هیترها و بویلرهای نیروگاه شازند اراک؛ بویلرهای نیروگاه منتظر قائم کرج، نیروگاه کیش، نیروگاه شهید رجایی قزوین، نیروگاه خوی، نیروگاه شریعتی مشهد، نیروگاه نکا، نیروگاه یزد، نیروگاه گیلان، نیروگاه نیشابور، نیروگاه خاتون‌آباد، نیروگاه سنندج، نیروگاه شیروان، نیروگاه پره‌سر، نیروگاه اصفهان، نیروگاه اسلام‌آباد، نیروگاه آبادان، نیروگاه جندر، نیروگاه جهرم، نیروگاه گناوه، نیروگاه پارس جنوبی، نیروگاه بانیاس، نیروگاه غرب همدان، نیروگاه بندرعباس، نیروگاه کازرون قدیم و جدید و همچنین بازطراحی و بازسازی نیروگاه اهواز توسط صنایع آذرآب انجام شده‌اند.

### پالایشگاه‌های نفت
توسعۀ واحد روغن‌سازی پالایشگاه اصفهان (شرکت نفت سپاهان)؛ برج‌ها، مبدل‌های حرارتی، راکتورها و بویلرهای پالایشگاه شازند اراک؛ راکتور، برج‌ها و بویلرهای پالایشگاه شیراز؛ مخازن ذخیره، مبدل‌های حرارتی و بویلرهای پالایشگاه‌های حمص و بانیاس سوریه؛ مخازن تحت‌فشار، مبدل‌های حرارتی، بویلرها و برج‌های پالایشگاه اصفهان؛ مخازن تحت‌فشار پالایشگاه نفت کنگان؛ بویلرهای پالایشگاه لاوان؛ بویلرها، درام‌ها و راکتورهای پالایشگاه تبریز؛ مخازن کروی، مخازن تحت‌فشار، برج‌ها و بویلرهای پالایشگاه بندرعباس؛ بویلرها، مخازن تحت‌فشار و مبدل‌های حرارتی پالایشگاه آبادان و بویلرهای پالایشگاه تهران توسط صنایع آذرآب طراحی و ساخته شده‌اند.

### پالایشگاه‌های گاز
بویلرهای پالایشگاه ستاره خلیج‌فارس؛ بویلرها، درایرها، درام‌ها، برج‌ها، مخازن و راکتورهای پالایشگاه هویزه؛ بویلرها و مخازن تحت‌فشار پالایشگاه کنگان؛ برج‌ها، مخازن تحت‌فشار، مبدل‌های حرارتی و بویلرهای پالایشگاه خانگیران؛ مبدل‌های حرارتی و برج‌های پالایشگاه سرخون؛ مخازن کروی، برج‌ها، درام‌ها، مبدل‌های حرارتی و مخازن تحت‌فشار پالایشگاه ایلام؛ بویلرها، مخازن و برج‌های پالایشگاه بیدبلند؛ بویلرهای پالایشگاه ان‌جی‌ال خارک؛ مخازن ذخیره پالایشگاه گچساران؛ برج‌ها، راکتورها و بویلرهای پتروپالایشگاه مهر خلیج‌فارس و برج‌ها، مخازن تحت‌فشار، مبدل‌های حرارتی و بویلرهای پالایشگاه‌های پارس جنوبی در فازهای ۴، ۵، ۶، ۷، ۸، ۹، ۱۰، ۱۵، ۱۶، ۱۷ و ۱۸ توسط صنایع آذرآب طراحی و ساخته شده‌اند.

### صنایع پتروشیمی
بویلرها، درام‌ها، مخازن تحت‌فشار، مبدل‌های حرارتی، برج‌ها و تجهیزات فرایندی پتروشیمی گچساران؛ درام‌ها، برج‌ها، ایرکولرها و مخازن تحت‌فشار پتروشیمی بوشهر؛ بویلرها، مخازن تحت‌فشار، برج‌ها و مخازن ذخیره مجتمع پتروشیمی اراک؛ مخازن تحت‌فشار، بویلرها و برج‌های مجتمع پتروشیمی کاویان؛ ایرکولرها و بویلرهای پتروپالایش کنگان؛ مبدل‌های حرارتی، مخزن ذخیره و بویلرهای پتروشیمی خارک؛ مخازن تحت‌فشار پتروشیمی لردگان؛ بویلرها، اکونومایزرها، مخازن تحت‌فشار و مبدل‌های حرارتی مجتمع پتروشیمی مارون؛ مخازن و راکتورهای پتروشیمی دهدشت؛ برج تقطیر پتروشیمی پارس؛ مخازن تحت‌فشار، بویلرها و مشعل‌های پتروشیمی سلمان فارسی؛ بویلرها و راکتورهای پتروشیمی شیراز؛ بویلرهای پتروشیمی آپادانا؛ برج‌ها و بویلرهای پتروشیمی کرمانشاه؛ مخازن تحت‌فشار، برج‌ها و مبدل‌های حرارتی پتروشیمی مرجان؛ درام‌ها و مبدل‌های حرارتی پتروشیمی آریاساسول؛ بویلرها، مخازن تحت‌فشار، برج‌ها و مبدل‌های حرارتی پتروشیمی بندرامام؛ مخازن تحت‌فشار پتروشیمی خراسان؛ مخازن تحت‌فشار پتروشیمی آلای مهستان؛ مخازن تحت‌فشار، برج‌ها و راکتور پتروشیمی امیرکبیر؛ مخزن تحت‌فشار و مبدل‌های حرارتی پتروشیمی بوعلی؛ بویلرهای پتروشیمی تبریز؛ مخازن ذخیره پتروشیمی ارومیه؛ بویلرهای دو مجتمع یوتیلیتی پتروشیمی مبین و فجر؛ بویلرهای پتروشیمی لرستان؛ بویلرهای پتروشیمی سیراف انرژی؛ بویلرهای پتروشیمی مهاباد؛ ۲۰ دستگاه برج فرآیندی، مبدل‌های حرارتی، مخازن تحت‌فشار و بویلرهای پتروشیمی کیمیا صنعت مبنا؛ و بویلرها و برج تقطیر پتروشیمی رازی توسط صنایع آذرآب طراحی و ساخته شده‌اند.

### صنایع سیمان
طراحی، مهندسی و احداث یا ساخت و طراحی تجهیزات و ماشین‌آلات مجتمع‌های صنایع سیمان سبزوار، ممتازان، طبس، آبیک، هگمتانه، سپاهان، سامان غرب، ایلام، اردبیل، ارومیه، مازندران، کردستان، خاش، صوفیان، گیلان سبز، ساوه، فارس و خوزستان، تهران، کنگان، بهروک یزد، جوین، زاوه، سردار، بجنورد، درود و شهرکرد توسط صنایع آذرآب انجام شده‌اند.

### نیروگاه‌های برق‌آبی
این ابرشرکت تنها طراح و تولیدکنندۀ توربین آبی نیروگاه‌های برق‌آبی در ایران، تحت‌لیسانس فویت اتریش، هاربین چین و آلستوم فرانسه است.
سه دستگاه ژنراتور و سه توربین آبی ۱۶۳٫۳ مگاواتی برای نیروگاه آبی سد سیمره؛ چهار دستگاه توربین آبی ۲۵۰ مگاواتی برای نیروگاه آبی سد سیاه‌بیشه؛ هشت دستگاه توربین آبی ۲۵۰ مگاواتی برای نیروگاه آبی سد کارون ۳؛ محفظه حلزونی، رینگ‌های ثابت، درفت تیوپ، توزیع‌کننده، شیرهای پروانه‌ای و چهار دستگاه توربین آبی ۲۵۰ مگاواتی برای نیروگاه آبی سد کارون ۴؛ توزیع‌کننده، شیرهای پروانه‌ای و هشت دستگاه توربین آبی ۲۵۰ مگاواتی برای نیروگاه آبی سد مسجد سلیمان؛ شیرهای پروانه‌ای و سه دستگاه توربین آبی ۱۳۳٫۳ مگاواتی برای نیروگاه آبی سد کرخه؛ شیرهای پروانه‌ای و چهار دستگاه توربین آبی ۲۵۰ مگاواتی برای نیروگاه آبی سد کارون ۱؛ و تجهیزات مکانیکال بسیاری از سدهای دیگر توسط صنایع آذرآب طراحی و ساخته شده‌اند.

### نیروگاه‌های هسته‌ای
در همکاری با شرکت روسی اتم‌استروی‌اکسپورت که یک شرکت تابعه از روس‌اتم است، صنایع آذرآب اراک تأسیسات و تجهیزات طرح توسعۀ نیروگاه اتمی بوشهر را می‌سازد.

### افتخارات
صنایع آذرآب بزرگترین سازنده صنایع نفت‌وگاز، صنایع پتروشیمی و صنایع پالایشگاهی در ایران پس از ماشین‌سازی اراک و بزرگترین سازنده نیروگاه‌های حرارتی، گازی و سیکل‌ترکیبی پس از گروه مپنا است. همچنین این شرکت بزرگترین سازنده صنایع سیمان، صنایع قندوشکر، صنایع شیمیایی غیرنفتی و تنها سازنده نیروگاه‌های آبی و هسته‌ای در ایران و خاورمیانه است.
همچنین شرکت سیلوویه ماشینی (Power Machines) روسیه برای انتقال فناوری ژنراتورها، توربین‌های گاز و توربین‌های بخار به صنایع آذرآب ابراز آمادگی کرده‌است.

## رقابت در پیمانکاری
به‌دلیل رقابت صنایع آذرآب با شرکت‌های پیمانکاری دولتی، شبه‌دولتی و نظامی بر سر پیمانکاری ساخت صنایع بزرگ، به‌ویژه پالایشگاه‌ها و پتروشیمی‌ها، این شرکت‌ها همواره برای کسب سود سرشار پیمانکاری و نگه‌داشتن مجموعه‌هایی مانند آذرآب در حد سازندۀ تجهیزات، تلاش نموده و بانک‌ها همواره از دادن ضمانت‌نامه‌های ارزی به آذرآب جهت شرکت در این مناقصه‌ها خودداری کرده‌اند.